# Umweltschule in Europa

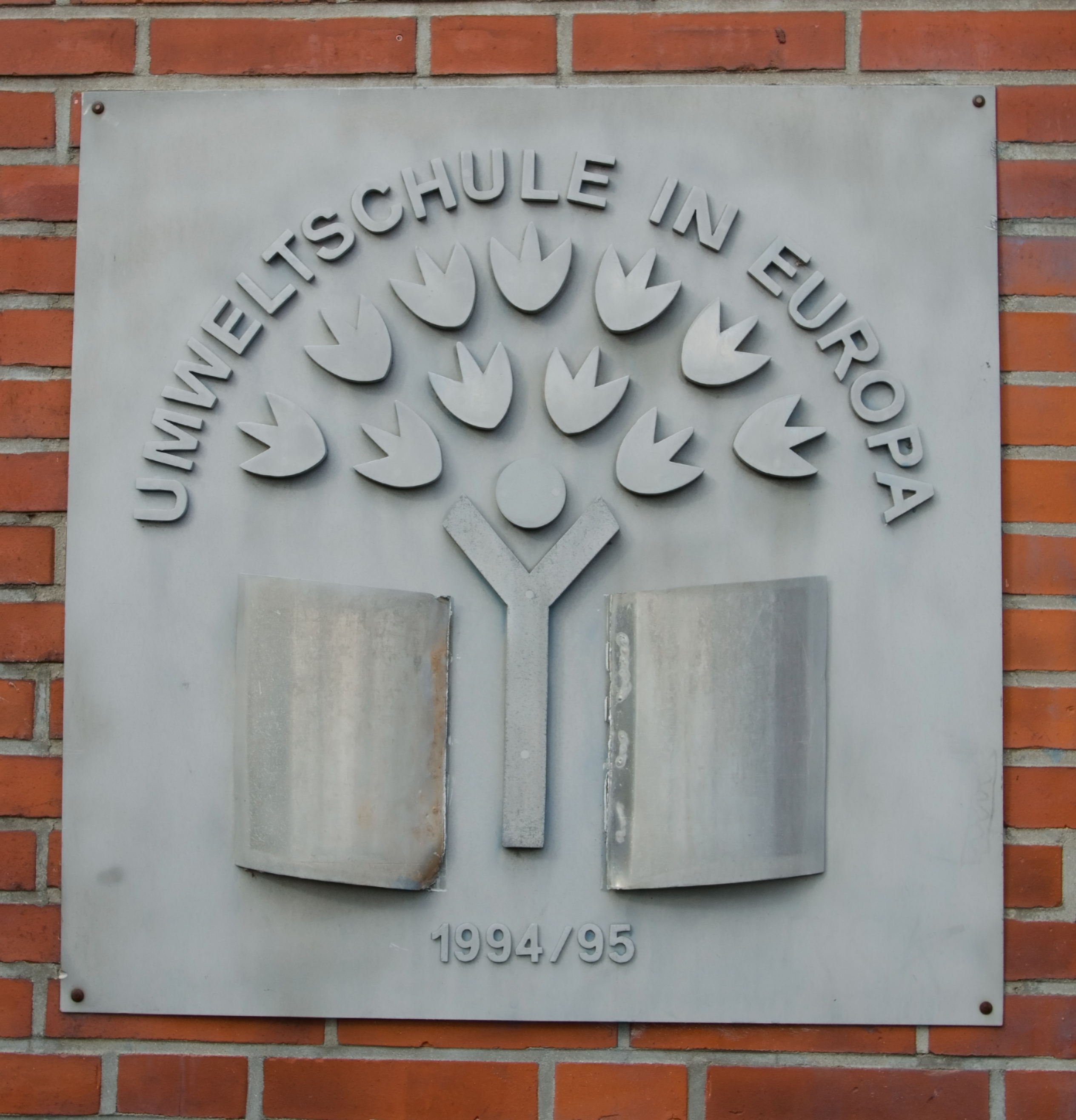
Auszeichnungstafel an einer Schule

Umweltschule in Europa ist ein Prädikat, das die internationale Stiftung für Umwelterziehung, in Deutschland vertreten durch die Deutsche Gesellschaft für Umwelterziehung (DGU), verleiht. Im Rahmen des internationalen Projektes Umweltschule in Europa – Internationale Agenda 21 Schule werden Schulen ausgezeichnet, die besondere Anforderungen an die Umwelterziehung und umweltgerechtes Verhalten erfüllen.

## Geschichte
Das Programm wurde 1994 gestartet. In Deutschland begann es mit acht beteiligten Schulen und entwickelte sich innerhalb von zehn Jahren zum größten Umweltprogramm an deutschen Schulen. Im Schuljahr 2005/2006 beteiligten sich 350 Schulen aus zwölf Bundesländern. Weltweit beteiligen sich über 14.000 Schulen in mehr als 38 Staaten.
Ab dem Schuljahr 2005/2006 erweiterte die DGU das Projekt um den Titel Internationale Agenda 21 Schule für besondere Leistungen von Schulen bei der Erarbeitung von Nachhaltigkeitsprozessen inner- und außerhalb des Schulgeländes.

## Definition
Als Umweltschule kann eine Schule bezeichnet werden, die ihren Schülern Umweltbewusstsein vermittelt und sich um besondere Schonung der Umwelt bemüht. Das kann durch Energiesparen geschehen, beispielsweise indem mit Sonnenkollektoren Heizenergie eingespart oder indem durch Sonnenenergie mit Hilfe von Solarzellen Strom erzeugt wird. Einige Schulen haben auch Biotope und eigene kleine Gärten.

## Verfahren
Die Schulen bewerben sich mit einem selbstentwickelten Konzept, eine Jury entscheidet nach Prüfung der Dokumentationen über die Vergabe der Auszeichnung. Das Prädikat wird für ein Jahr vergeben, die Schulen können mehrfach an dem Projekt teilnehmen.

## Umweltschulen (Auswahl)
→ Siehe Kategorie: Umweltschule in Europa